# Akuyūkai
Akuyuukai (悪友會 -あくゆうかい- «Reunión de malas compañías»?) es un EP publicado por The Gazette el 25 de junio de 2003. La primera impresión del CD fue limitada en 5000 copias. Una edición limitada se produjo en forma de digipak. Además, las letras de inserción que se incluye con la edición limitada contiene imágenes no incluidas en la edición regular.
Las canciones de este EP aparecen en el Álbum recopilatorio Dainihon Itangeishateki Noumiso Gyaku Kaiten Zekkyou Ongenshuu, junto con las canciones de Spermargarita y Cockayne Soup.

## Lista de canciones
1. "Oni no Men" (鬼の面) – 5:02
2. "Ray" – 5:49
3. "Wife" (ワイフ) – 5:22
4. "Ito" (絲) – 6:41

Toda la música de Gazette. Toda la letra de Ruki.